# جامعة 19 نوفمبر كولاكا
جامعة تسعة عشر نوفمبر كولاكا، هي جامعة حكومية تقع في كولاكا، جنوب شرق سولاوسي. إندونيسيا. افتتحت رسميا في 16 أبريل 1984

## كليات
- كلية الحقوق
- كلية التربية والتعليم
- كلية الزراعة
- كلية علوم الاجتماعية وعلوم السياسة
- كلية الهندسة
- كلية التقنية المعلومات

## الوصلات الخارجية
- (بالإندونيسية) الآن هناك جامعة في كولاكا
- (بالإندونيسية) جامعة 19 نوفمبر كولاكا نسخة محفوظة 9 سبتمبر 2014 على موقع واي باك مشين.